# Depurinazione
Per depurinazione si intende la perdita di una base azotata purinica (adenina o guanina) da un nucleotide per rottura di un legame glicosidico. Di solito il processo avviene in nucleotidi inseriti in una catena di acido nucleico come DNA o RNA: la reazione lascia un sito detto "apurinico" o più generalmente "abasico", ovvero un sito in cui è presente solo lo "scheletro" zucchero-fosfato dell'acido nucleico e, in posizione 1' dello zucchero (desossiribosio nel DNA, ribosio nel RNA), rimarrà un gruppo ossidrilico al posto della base eliminata.
La reazione può avvenire spontaneamente per idrolisi, anche se molto di rado. La depurinazione può però anche essere indotta da agenti mutageni come l'aflatossina B o da altri metaboliti endogeni. Circa 10000 purine sono perse in questo modo ogni giorno in una tipica cellula di mammifero, un dato ricavabile indirettamente dal numero di siti abasici (AP) della cui formazione è responsabile in massima parte la depurinazione. Una stima del numero di siti AP per cellula è stata fornita da Nakamura J. et al.  Cancer Res. 1998 Jan 15;58(2):222-5.
Il fenomeno può causare mutazioni genetiche nella cellula in cui si manifesta. In particolare, se non è riparato prima dai sistemi di riparazione (basate su una endonucleasi AP, sulla DNA Polimerasi e sulla Ligasi) crea problemi nel corso della successiva replicazione del DNA che contiene il sito apurinico: la DNA polimerasi di fronte a questo sito non è in grado di continuare la sua reazione. In questi casi intervengono sovente, per evitare il blocco della replicazione con ingenti danni, particolari sistemi di riparazione del DNA come le polimerasi che riparano le tranlesioni che tuttavia non sono ad elevata fedeltà e possono introdurre mutazioni fra cui anche delezioni.